# 夏寶峰
夏寶峰，是中國武術家，四明内家拳第十三代傳人，浙江省非物质文化遗产内家拳代表性传承人。現任中国内家拳传承地总教练、浙江省武术协会常务理事等職。

## 生平
夏寶峰的祖父夏明土是四明内家拳第十二代傳人。夏寶峰從7歲就開始練拳；13歲時，在祖母指引下，找到了祖父生前記載在二十几张老舊地契上的内家拳拳譜。夏寶峰20歲時開始經營服裝生意，同時业余练拳。
2004年，他停掉了服裝生意，開始推广四明内家拳；於當年2月17日在铁佛寺與武術界人士聚會论拳；同年4月便成立了宁波市武术协会四明内家拳分会，传授内家拳。2009年，四明内家拳被列入浙江省非物质文化遗产。鄞州区政府在五乡铁佛寺、五乡镇中心小学设立了内家拳教学传承基地，由夏寶峰擔任指导老师。